# Китайская южная промышленная группа
China South Industries Group Corporation (中国兵器装备集团公司, Корпорация «Китайская южная промышленная группа») — китайская машиностроительная корпорация, специализирующаяся на производстве оружия и военного оборудования. Основана в 1999 году, штаб-квартира расположена в Пекине, насчитывает около 200 тыс. сотрудников.
China South Industries Group входит в число 500 крупнейших компаний мира и в число 20 крупнейших производителей вооружений в мире.

## Продукция
China South Industries Group имеет 10 основных заводов и 31 завод комплектующих, которые производят взрывчатые вещества, боевые припасы, огнестрельное оружие, артиллерийские системы, легковые и боевые машины, микроавтобусы, автобусы, грузовые и специальные автомобили, автомобильные комплектующие (в том числе двигатели, компрессоры, насосы, автомобильные отопительные системы, кондиционеры, фары и лампы), мотоциклы, радиолокационные станции, электронные и оптические приборы, специальные средства для силовых ведомств, трансформаторы и ветрогенераторы. Дочерние компании группы работают в сфере возобновляемой энергетики и добычи нефти.

## Дочерние структуры
Крупнейшей дочерней структурой China South Industries Group является чунцинская автомобилестроительная компания Changan Automobile Group, входящая в число четырёх крупнейших производителей автомобилей в Китае (так называемая «Большая четвёрка», куда, кроме Changan, входят также корпорации SAIC Motor, Dongfeng Motor и FAW Group). Её дочерняя компания Chongqing Changan Automobile Company имеет листинг на Шэньчжэньской фондовой бирже. 
Другая дочерняя компания группы — China South Industries Group Co. Ltd — имеет листинг на Шанхайской фондовой бирже. Кроме того, China South Industries Group имеет более 30 научно-исследовательских и опытно-конструкторских центров, а также более 60 совместных предприятий, в том числе с такими компаниями, как Ford, Groupe PSA, Magneti Marelli, Mazda, Suzuki, Yamaha и Hanon Systems.

### Производство автомобилей
- Changan Automobile Group (Чунцин)
  - Changan Ford Automobile (Чунцин)
  - Changan Mazda Automobile (Нанкин)
  - Changan PSA Automobiles (Шэньчжэнь)
  - Hafei Motor (Харбин)

### Производство мотоциклов
- Jialing Industrial (Чунцин)
- Jianshe Motorcycle (Чунцин)
- Qingqi Motorcycle (Цзинань)

### Производство электротехники и электроники
- Tianwei Group (Баодин)
- Huazhong Photoelectric Science and Technology

### Финансовые услуги
- China South Industries Group Finance (Пекин)